# Теодорик Бучацький-Язловецький
Теодорик Бучацький-Язловецький (також Теодор, іноді Фридрих; 1378—1450/1456) гербу Абданк — польський шляхтич, урядник, дипломат, магнат Королівства Польського (зокрема, староста генеральний подільський). Засновник роду Язловецьких.

## Життєпис
Син Міхала Авданця, дідича Бучача, та його дружини Малґожати Коли (Колянки).
1401 року разом із братом Міхалом підтвердив батькову дарчу грамоту (фундацію) фарного костелу у м. Бучачі, яке, за нез'ясованих обставин, йому довелося відкупити 1417 року від іншого власника (посідача) — Дерслава Конопки.
Разом із братами Міхалом і Міхалом «Мужилом» здобув замки Кам'янця, Смотрича, Скали, Червоногорода, що допомогло Владиславові II Яґайлу захопити Західне Поділля в русько-литовського князя Свидриґайла і приєднати після закінчення війни до Корони. 1431 року під час облоги Луцька стало відомо про несподіваний напад молдовського господаря Олександра Доброго на Коломийський, Галицький та Кам'янецький повіти; за наказом короля, терміново разом із братами повернувся, завдали поразок у сутичках, повернули частину награбованого та взятих у полон людей. Разом із братами Міхалом і Міхалом «Мужилом» допомагав королю Владиславові II Яґайлу звільнитися з полону Свидриґайла. Зазнав поразки в листопаді 1432 р. у битві на ріці Мурафі від союзника Свидриґайла князя Федора Острозького, до якого потрапив у полон (до травня 1433 р.)[джерело?] (за іншими даними, потрапив у полон до князя Федька Несвіцького, після чого був виданий великому князу Свидригайлові). Пораненого Теодорика Б.-Я. як знатного бранця обміняли на комтура тевтонців Вернера фон Нессельроде, який потрапив у полон у битві під Дубками.
За розпорядженням від 1442 року мав право як подільський староста робити записи на суму до 50 гривень. Привілеєм короля на Кам'янецьке генеральне староство від 1442 р. Теодорик отримував право сплачувати щорічні «упоминки» ханові у кількості 200 гривень.
Був старостою кам'янецьким, червоногородським (1436 р.), 1437 р. через суперечки з королем Владиславом III Варненьчиком був позбавлений цих урядів (сидів у в'язниці за участь у змові проти короля Владислава III, склавши присягу, вийшов із неї). 1438 р. загинув брат Михайло під час війни з татарами. У серпні 1440 на судах у Львові йому (в документах має посаду червоногородського старости) протистояв подільський староста Пйотр Поляк  1440 р.  був у Старому Санчі, король Владислав III Варненьчик надав посади старости генерального подільського, каштеляна кам'янецького . До 1442 р. за грошову позику королю взяв у заставу Кам'янець. 1442 р. за успішний захист Поділля, також за посольство до хана Сеїд-Ахмета, що призвело до укладення перемир'я в Буді, де він перебував наприкінці вересня 1442 року , отримав від великого князя Литви Казимира IV Яґеллончика у володіння прикордонні замки Калавур  на правому березі Дністра, Чорногород, Хаджибей (сьогоднішня Одеса) 3000 золотих на їх упорядкування. Взимку 1443–1444 рр.  здійснив невдалу спробу посадити господарем Молдавії Іллю І (Ілляша).
1447 р. в результаті походу приєднав до Подільського воєводства (внаслідок цього остаточно сформувалася його територія) північно-східні повіти із замками в Летичеві, Хмільнику, Караулі, звідки вигнав литовську залогу. За це, згідно даних польської дослідниці А. Дерфлерувни, потрапив у немилість до короля, яку Грушевський називав позірною (король «гнівав ся» ).
1448 р. був на з'їзді духовенства та шляхти в Любліні.; успішно відбив набіг татар, відібрав великий ясир 1449 року, гостюючи, перебуваючи в Сучаві, завів приязні стосунки з господарем Богданом, там уклав договір з ним, через що підтримував війну з волохами у 1450 р. Після загибелі сина Ілляша, господаря Романа II, двоюрідного брата Казимира IV Яґеллончика, з наказу короля, задля повернення трону господаря іншому брату короля Александрелу II вирушив 1450 р. у невдалий похід до Молдавії (вів за собою лицарів Поділля, у якому загинули, зокрема, воєвода Русі Пйотр Одровонж, небіж Михайло Бучацький. 1452 р. через його помилки (або зраду), татари пограбували Поділля, вбили та забрали в полон деяких шляхтичів та їх родичів
Після звільнення Кам'янця-Подільського від татар на Руських фільварках за кам'янецького старости Теодора Бучацького-Язловецького 1452 р. було закладено Вознесенську церкву.
Помер 1456 р. або:
- загинув у черговому поході до Молдавії 1450 року, коли, за наказом короля, допомагав взяти владу молодому Олександру II[26])
- загинув разом з Одровонжем в 1450 р. в битві проти молдавського господаря Богдана на Красному полі.[27].

Щоправда, в статті про руського воєводу Анджея Одровонжа є твердження про те, що восени 1464 року він був висланий до Теодора Бучацького з метою викупу з рук останнього Кам'янця, зміцнення міста та замку через очікуваний напад турків.
Польський дослідник О. Залуський наводить наступну епітафію на його надгробку: 
Theodoricus Buczacius, a Vladislao Jagellonidae, quod impiger militiae esset, Podoliae Toparcha constitutus; compressa seditione Michaelis Ducis Lithvaniae ad Dominationem adspirantis, caesisque sepius Barbaris Russiam incursantibus. Cum demum Dacae Regulum Alexandrum, jussu Casimiri in Patriam deducuret; parta de Bogdano, Polonis insigni victoria, in ipso felicitatis cursu, fato crudeli cecidit. Qui te amice lector, de hoc tumulo, plurimum salvere, et bene valerejubet. Tu vicissim, si pius es, ipsius animae Requiem precare.

### Маєтності, фундації

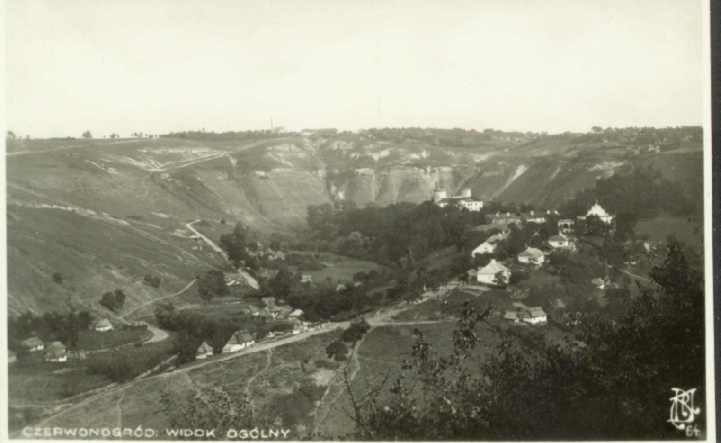
Червоногрод у 1920-х роках

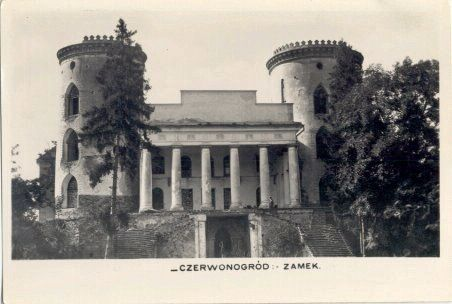
Червоногродський замок у 1930 р.

- У віно від дружини Катажини (сестри Ядвіґи[30], дочки Кщона (пол. Krzczon з Мартинова[5]) отримав містечко Язлівець, яке обрав резиденцією; став підписуватись Теодорик на Бучачі та Язлівці.
- Близько 3 лютого 1436 р. підписав дарчу грамоту (тобто виділив кошти, майно) для костелу в Язловці в присутності кам'янецького латинського єпископа Павела з Боянчиць (привілей написаний у Заліссі)[31], яким село Незброди (нині Жнибороди) призначалося для утримання костелу й парафії. Біля 1448 р. надав кошти для розбудови замку в Язловці, яке, за даними тодішніх документів, уже користувалося правом маґдебурґії.
- Був фундатором монастиря домініканів з костелом Внебовзяття Богородиці в Червоногороді 1444 р., якому в 1448 р. король надав маґдебурзьке право.
- Великий князь Вітовт зробив 11 надань на Поділлі для Теодорика в період 1411—1430 рр.[32]
- Також володів Жванцем, який до нього перейшов від спадкоємців шляхтича Свичка з Ленчина,[33] багатьма селами.

## Шлюб, діти

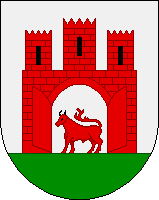
Герб Язлівця

Був одружений двічі. Перша дружина невідома, друга — Катажина з Язловця, Мартинова, Монастирища. У шлюбі (шлюбах) народилися:
- Бартош (Бартоломей) (пом. 1457 р., разом з Яном Лащем[5]/1462[джерело?]) — староста кам'янецький
- Міхал (пом. 1511) — стольник і підкоморій галицький; підкоморій і староста кам'янецький
- Ян — одружений з Барбарою на Олеську (Олеською; Олеські — тодішні власники міста — гілка роду Сененських)
- Анна — дружина Менжика Порохницького
- Ельжбета — виходила тричі заміж: за Станіслава з Ходороставу (нині — Ходорів), Єжи Ганда з Бартодзії, Яна Масловського. 30 січня 1470 р. в суді Галича зроблено запис: Ельжбета зі Жмиґроду — дочка Теодорика Бучацького-Язловецького — продала дві третини прав власності на Мартинів, третину подарувала Янові Ко́лі («Старшому», помер 1472 р.[34]) з Далейова — «succamerario» (підкоморію) галицькому.[35]
- Малґожата — дружина НН. Ґневка.